# Ормуз (остров)
Орму́з (перс. جزیره هرمز‎) — остров в Ормузском проливе, входит в состав остана Хормозган Ирана.

## География
Остров Ормуз располагается в северной части Ормузского пролива, между Оманским и Персидским заливами. Расположен в 8 км от берега, имеет овальную форму с размером 7 на 8 км; площадь — 42 км². К юго-западу от Ормуза находятся острова Кешм (самый крупный остров в проливе) и Ларек. Рельеф холмистый (вулканического происхождения), максимальная высота — 186 м. Среди полезных ископаемых — экспортируемая красная охра.
Побережье — преимущественно песчаные пляжи, местами к воде выходят утёсы. К востоку от главной гавани имеется небольшая приливная система ручьёв с солончаковой растительностью. Внутри острова по большей части растительный покров отсутствует.
На острове наблюдаются большая авдотка, аденская чайка и малая крачка.

## Название
Ормуз или Гормуз, который у древних народов назывался Гармоция, у арабов — Дшерун.

## История
С III века Ормуз входил в состав Государства Сасанидов. После расширения владений Праведных халифов на Иранское нагорье в ходе арабских завоеваний (632—661 гг.) Ормуз стал основным портом и рынком Кермана. Примерно к 1200 году торговля с Индией и Китаем осуществлялась только через Ормуз. К середине XIII века вошёл в состав Монгольской империи (государство Хулагуидов). В это время Ормуз дважды посетил венецианский путешественник Марко Поло.
Позже Ормуз входил в состав государства Тимуридов, затем Сефевидов. Этот важный торговый центр посетил китайский флот под командованием Чжэн Хэ во время торгово-дипломатических экспедиций 1414—1415 гг, 1421—1422 гг и 1433 гг.
В 1475 году на острове также побывал русский путешественник Афанасий Никитин:

А Ормуз — на острове, и море наступает на него всякий день по два раза… Велик солнечный жар в Ормузе, человека сожжет… Ормуз — пристань большая, со всего света люди тут бывают, всякий товар тут есть; что в целом свете родится, то в Ормузе все есть. Пошлина же большая: ей всякого товара десятую часть берут.— Хожение за три моря
В XIV веке остров контролировался арабским торговым государством Ормуз, во время Португало-персидской войны в 1507 году остров был захвачен португальцами под предводительством Афонсу д’Альбукерке. Для защиты важного пункта, дававшего контроль над проливом, португальцы построили Ормузскую крепость. В 1622 году остров перешёл под контроль Персии (захвачен Аббасом I при содействии английского флота).

## Население
Единственным постоянным поселением является рыбацкая деревня Ормуз на севере острова. Имеется ещё несколько поселений с небольшими участками орошаемой земли и садами. Население острова в летнее время может уменьшаться в два раза из-за миграции. Ближайший город — Бендер-Аббас в 20 км на северо-запад.

## Интересные факты
В 2008 году на острове был создан крупнейший в мире почвенный ковёр. Композиция под названием «Персидский залив» была составлена из почв 70 оттенков и имела площадь 1200 м².